# André Clot
André Clot (9. listopadu 1909, Grenoble, Francie – 15. listopadu 2002, Seyssinet-Pariset) byl francouzský historik a esejista, odborník na islám.